# Nicolas-Joseph Chartrain
Nicolas-Joseph Chartrain (* um 1740 in Lüttich; † 1793 in Paris) war ein aus dem heutigen Belgien stammender Geiger und Komponist der Klassik.

## Leben
Nicolas-Joseph Chartrain gehörte zu jenen aus Lüttich stammenden Komponisten, die im 18. Jahrhundert erfolgreich in Paris wirkten, wie Jean-Noël Hamal, Antoine-Frédéric Gresnick oder André-Ernest-Modeste Grétry. Erste Hinweise auf sein Wirken stammen von 1772, als er Anstellungen als Violinist an der Pariser Oper und dem Concert spirituel erhielt. Bei Letzterem trat er zwischen 1777 und 1779 zwölf Mal erfolgreich mit aus seiner Feder stammenden Violinkonzerten auf, auch führte er dort mehrere seiner Sinfonien auf. Im Mercure de France wurde sein Violinspiel mit folgendem Vergleich gewürdigt; „il a fait pour le violon ce que Monsieur Couperin fait pour l'orgue depuis vingt ans“.

## Werk
Der Hauptteil von Chartrains kompositorischem Schaffen liegt im Bereich der Kammermusik, mit dem Schwerpunkt auf Streichermusik. Zu seinen veröffentlichten Werken gehören insgesamt 42 Streichquartette, 6 konzertante Trios in der eher selten vorkommenden Besetzung für 2 Violinen und Bratsche, Sonaten für Violine und Bass, Duos für Violine und Bratsche sowie Cembalosonaten mit Begleitung einer Violine (1783). Zwei Konzertante Sinfonien op. 2 (1778) und op. 15 (1782) sowie fünf zwischen 1777 und 1782 entstandene Violinkonzerte. 6 Symphonies Op.9 (Six Simphonies a deux violons, alto et basse, deux hautbois, deux cors ad libitum).
Von seinen drei Bühnenwerken gelangten lediglich zwei zur Aufführung.
- „Le Lord supposé“ (Libretto von Oisemont), Comédie, in 3 Akten (22. Febr. 1776 Paris, Comédie-Italienne)
- „L'Avocat Patelin“ (Libretto von Joseph Patrat nach David-Augustin de Brueys), Opéra comique in 2 Akten (21. Januar 1792 Paris, Théâtre Montansier)
- „Alcione“ (Antoine Houdar de la Motte), tragédie lyrique in 5 Akten (nicht aufgeführt)